# كلير برتراند (متسابقة دراجات نارية)
كلير برتراند (بالفرنسية: Claire Bertrand)‏ هي متسابقة دراجات نارية فرنسية، ولدت في 7 سبتمبر 1982 في أنتيب في فرنسا.